# Brian Viglione

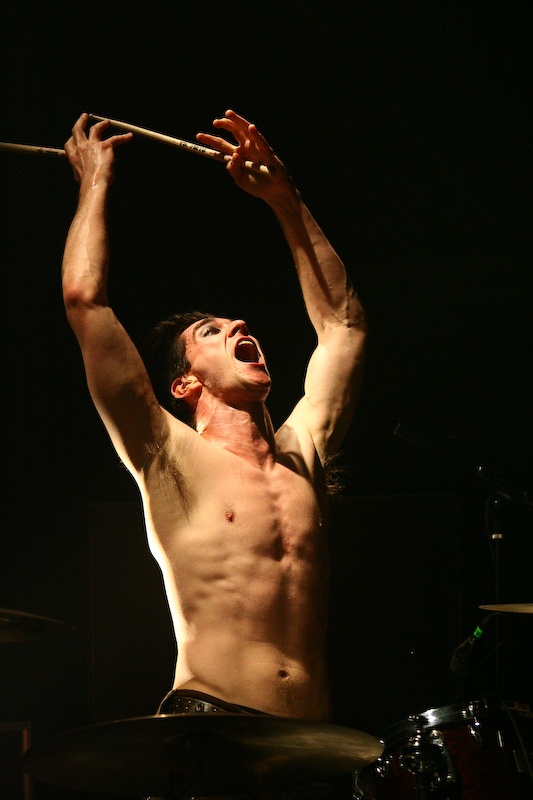
Brian Viglione, 2008

Brian Viglione, född 16 maj 1979 i Greenville, New Hampshire, är trummis i cabaretpunkbandet The Dresden Dolls och New York City's cabaret punk orchestra. Han är välkänd för sitt energiska sätt att spela och sina många miner medan han spelar trummor, och han förnippas ofta med band som har teatraliska element. Han spelar även gitarr (bland annat i The Dresden Dolls) och bas samt sjunger i olika sammanhang. 
Viglione har även spelat med Nine Inch Nails på deras album Ghosts I-IV på ett drumkit han byggt av olika upphittade objekt och gammal metall. Han lär även ut trummor när han är på turné och har jobbat som lärare på Harvard, The Boston Day och Evening Academy samt ett flertal andra skolor runt om i norra USA.